# غارث موريسون
غارث موريسون (بالإنجليزية: Garth Morrison)‏ هو فلاح بريطاني، ولد في 8 أبريل 1943 في إدنبرة في المملكة المتحدة، وتوفي في 24 مايو 2013.